# 白鬚神社

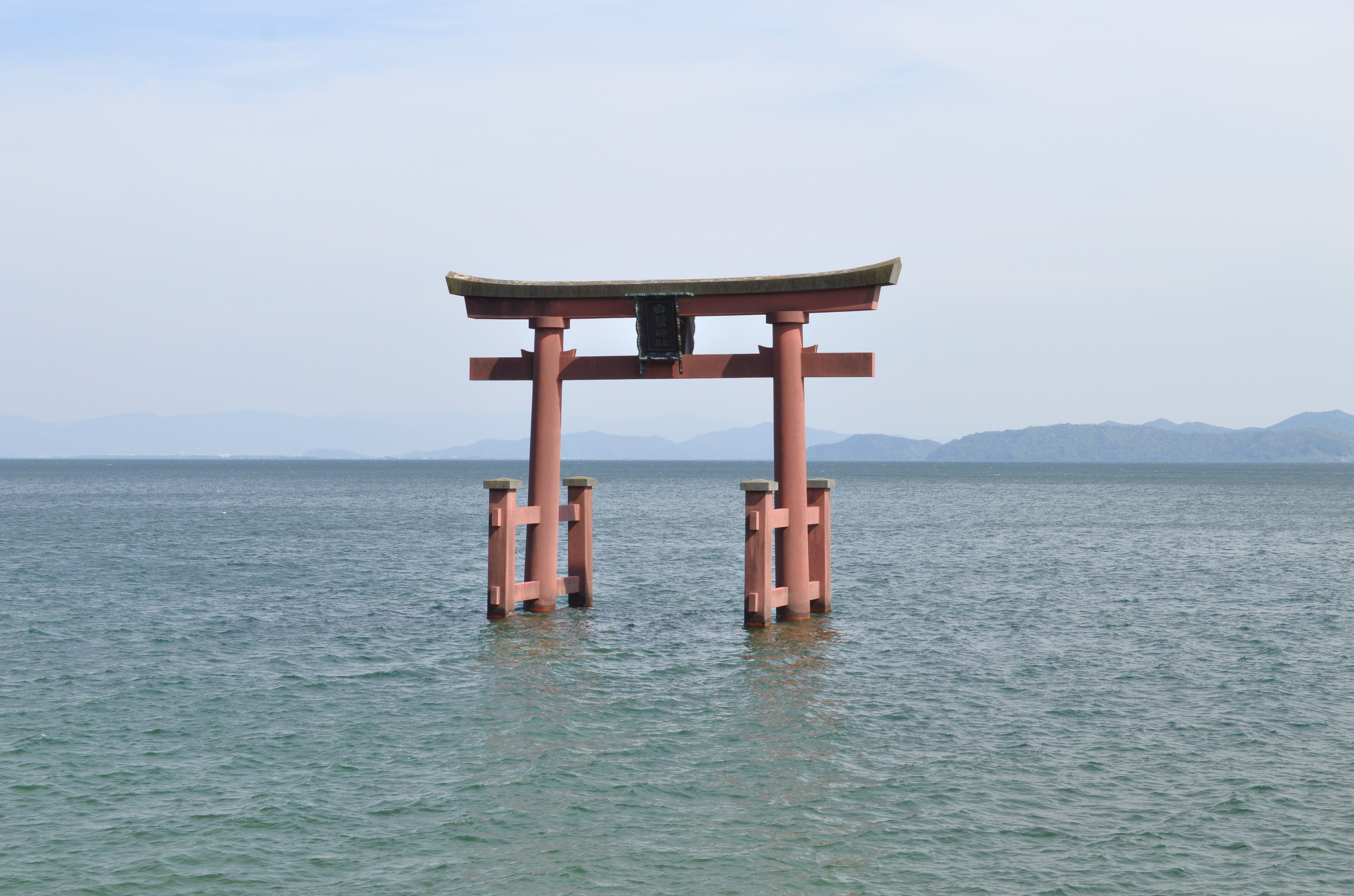
湖中大鳥居

白鬚神社（しらひげじんじゃ）は、滋賀県高島市鵜川にある神社。国史見在社で、旧社格は県社。別称は「白鬚大明神」「比良明神」。神紋は「左三ツ巴」。
全国にある白鬚神社の総本社とされる。沖島を背景として琵琶湖畔に鳥居を浮かべることから、「近江の厳島」とも称される。
2015年（平成27年）4月24日、「琵琶湖とその水辺景観－ 祈りと暮らしの水遺産 」の構成文化財として日本遺産に認定される。

## 祭神
祭神は次の1柱。
- 猿田彦命 （さるたひこのみこと、猿田彦大神）

白鬚明神、あるいは比良明神のことであるともいい、近江の国の地主の神であるという。
国史に「比良神」と見える神名が当社を指すとされており、元々の祭神は比良山の神であるともいわれる。
『国史大辞典』には、「現在、祭神は猿田彦命(さるたひこのみこと)であり、『神社啓蒙』『和漢 三才図会』でも祭神を猿田彦とするが、実際は社殿の背後に聳える比良山を神体山とする比良明神である。」とある。
人格神が猿田彦命とされた由来は不詳であるが、猿田彦命は水尾神社（高島市拝戸）の縁起『三尾神社本土記』にも見えることから、両社の密接な関係も指摘される。

## 歴史

### 創建

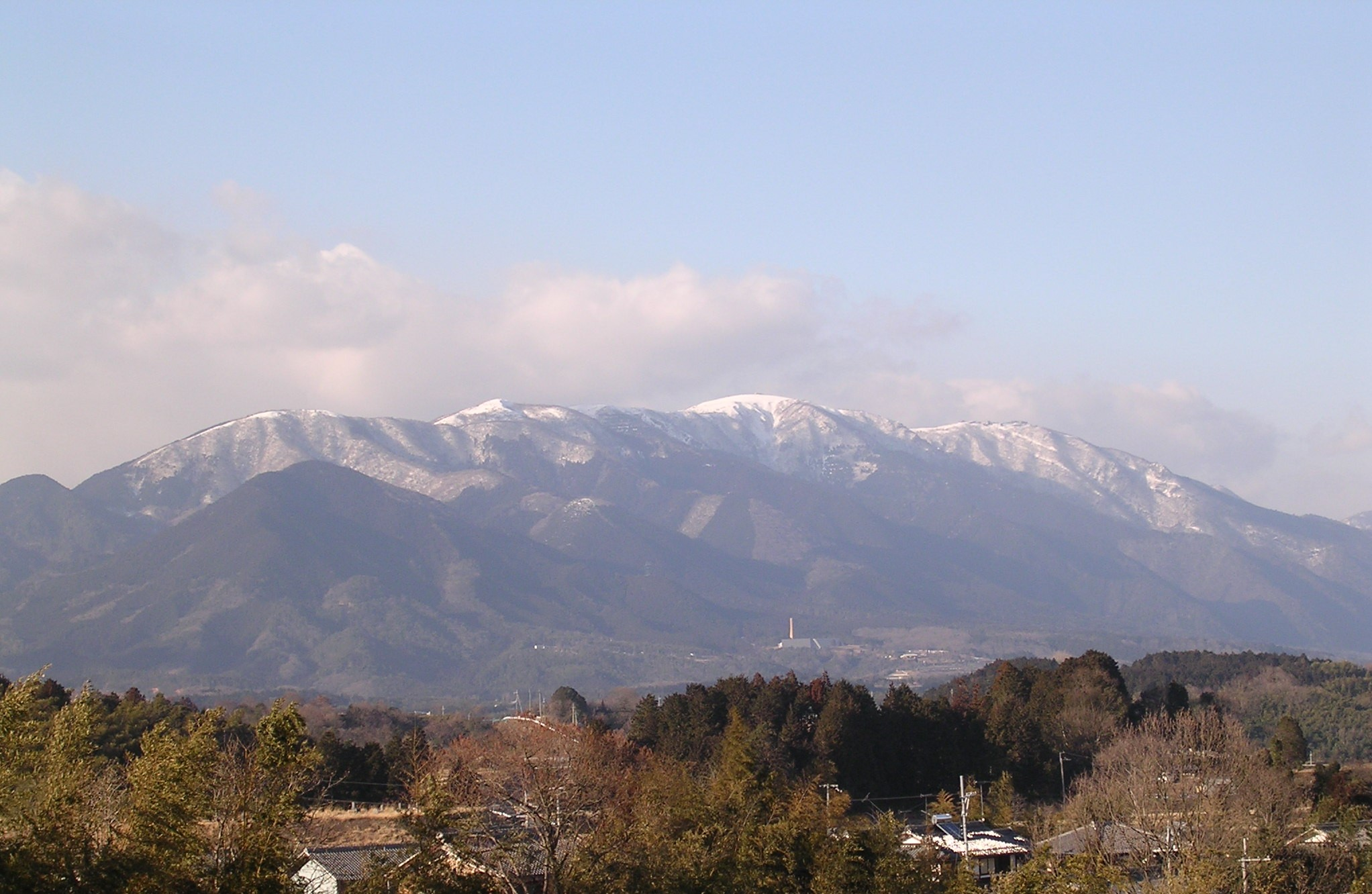
比良山

社伝では、垂仁天皇（第11代）25年に倭姫命によって社殿が建てられたのが当社の創建であるとして近江最古の大社としている（一説に再建）。また白鳳2年（674年）には、天武天皇の勅旨により「比良明神」の号を賜ったとも伝える。
後述の国史に見える神名「比良神」から、当社の元々の祭祀は比良山に対するものであったとする説がある。
当社の周囲には、背後の山中に横穴式石室（現・末社岩戸社）が残るほか、山頂には磐座と古墳群が残っている。
白鬚信仰の多く分布する近江国や武蔵国北部・筑前国には渡来人が多いことから、それら渡来人が祖神を祀ったことに始まるという説もある

### 概史
国史では貞観7年（865年）に「比良神」が従四位下の神階を賜ったとの記載があり、この「比良神」が当社にあたるとされる。ただし『延喜式』神名帳には記載されていないため、当社はいわゆる国史見在社にあたる。
弘安3年（1280年）の比良庄の絵図では「白ヒゲ大明神」と見えるほか（「白鬚」の初出）、『太平記』巻18では「白鬚明神」という記載も見える。また、謡曲『白鬚』では当社が舞台とされている。
その後、慶長8年（1603年）には豊臣秀頼の命により片桐且元を奉行として本殿（重要文化財）が再建されたほか、慶長年間（1596年 - 1615年）に摂末社の造営などの境内の整備が行われた。慶安元年（1648年）には朱印地として100石を受け、のちには189石余となったという。
明治に入り、1876年（明治9年）に近代社格制度において郷社に列し、1922年（大正11年）に県社に昇格した。

### 神階
- 貞観7年正月18日（865年）、無位から従四位下 （『日本三代実録』） - 表記は「比良神」。

## 境内

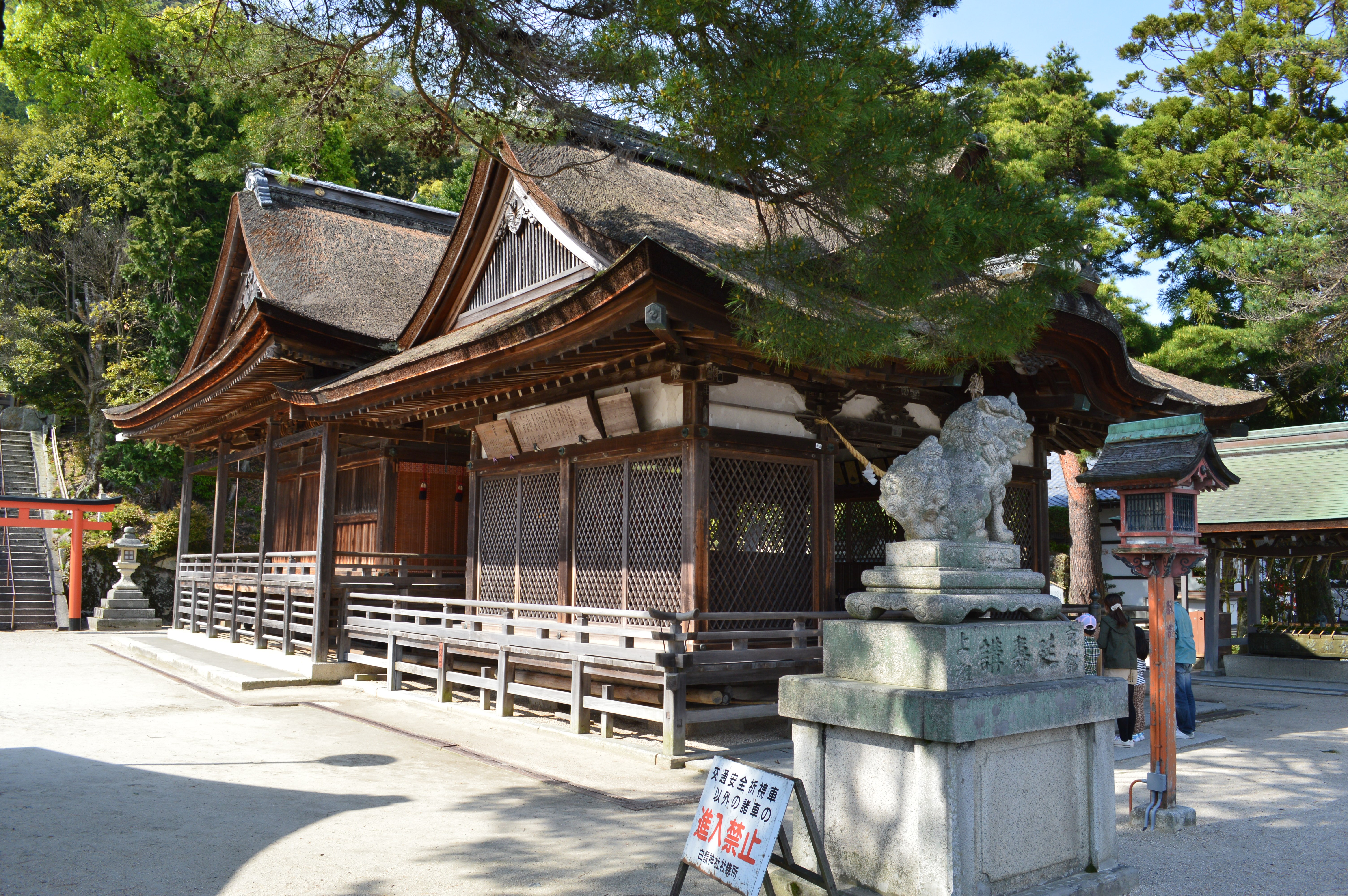
社殿（本殿は重要文化財）

境内は、慶長年間（1596年 - 1615年）に豊臣秀頼によって整備が行われている。
- 本殿（重要文化財）
慶長8年（1603年）の造営。棟札等から、豊臣秀頼の命により片桐且元を奉行として播磨国の大工の手で建てられたとされる。間口三間・奥行三間の入母屋造で、向拝一間を付し、屋根は檜皮葺である。向拝の手挟・蟇股等に桃山時代の特徴を示している。明治の拝殿造営・接続に伴い、向拝の軒先は切り縮められて権現造のような複合社殿様式となり、その際に屋根も杮葺から檜皮葺に改められている。この本殿のほか、境内社4殿も同時期の慶長期の造営になる[15][14][13]。
- 拝殿
1879年（明治12年）再建。間口三間三尺・奥行二間の四棟造[13][14]。
- 絵馬殿
旧拝殿。寛永元年（1624年）の大溝藩主の分部光信による造営。現在は絵馬殿として使用されている[13]。
- 社務所（国登録有形文化財）
1932年（昭和7年）の造営。書院造で中世を思わせる造りであるとして、国の登録有形文化財に登録されている[16]。社務所前手水舎横には、与謝野鉄幹・与謝野晶子夫妻が当社へ参詣した際に詠んだ「しらひげの 神のみまへに わくいづみ（上の句：鉄幹）」「これをむすべば　ひとの清まる（下の句：晶子）」という歌碑が建てられている[17]。
- 紫式部歌碑
石段を登った南側には、源氏物語の作者紫式部が、長徳2年（996年）に越前国司として赴任する父藤原為時に従って近江を通った時に詠んだ「みおの海に 網引く民の てまもなく 立ちゐにつけて 都恋しも」という歌碑が建てられている。歌碑には「近江の海にて 三尾が崎といふ所に 網引くを見て」という詞書がある[18]。
- 句碑
与謝野鉄幹・晶子夫妻、紫式部の歌碑以外にも、下記の歌碑が建てられている。
境内旧街道南出口付近に松尾芭蕉47歳の時の作である「四方より 花吹き入て 鳰の湖」という句碑[19]。
石段上の三社南に羽田岳水の「比良八荒 沖へ押し出す 雲厚し」という句碑[20]。
石段上の天満宮南に中野照子の「吹き晴れて　藍ふかまれる 湖の光となりて かへりくる舟」歌碑[21]。
石段上紫式部歌碑の南に松本鷹根の「鳥雲に 涙ぐまねば 雲なき日」という句碑[22]。

### 琵琶湖中の大鳥居
また大鳥居は琵琶湖中に建てられ、白髭神社のシンボルとなっている。鳥居について古くは弘安3年（1280年）の絵図では陸上に描かれているが、その後の琵琶湖の水位上昇に伴い水中に立つようになったと伝える。
『江源武鑑』には、永禄5年（1562年）9月に湖中から華表が顕出したという記事がある。これを傍証する史料はないが、『為広越後下向日記』には「鳥井（鳥居）湖ニツクリカクル」とあり、延徳3年（1491年）にはすでに鳥居は湖中につくられ隠れているという伝承が存在したことがわかる。
その伝説に基づいて1937年（昭和12年）に大阪市東区（現・中央区）道修町の薬問屋・小西久兵衛によって鳥居の寄進がなされ、1981年（昭和56年）に現在に見る鳥居が再建された。

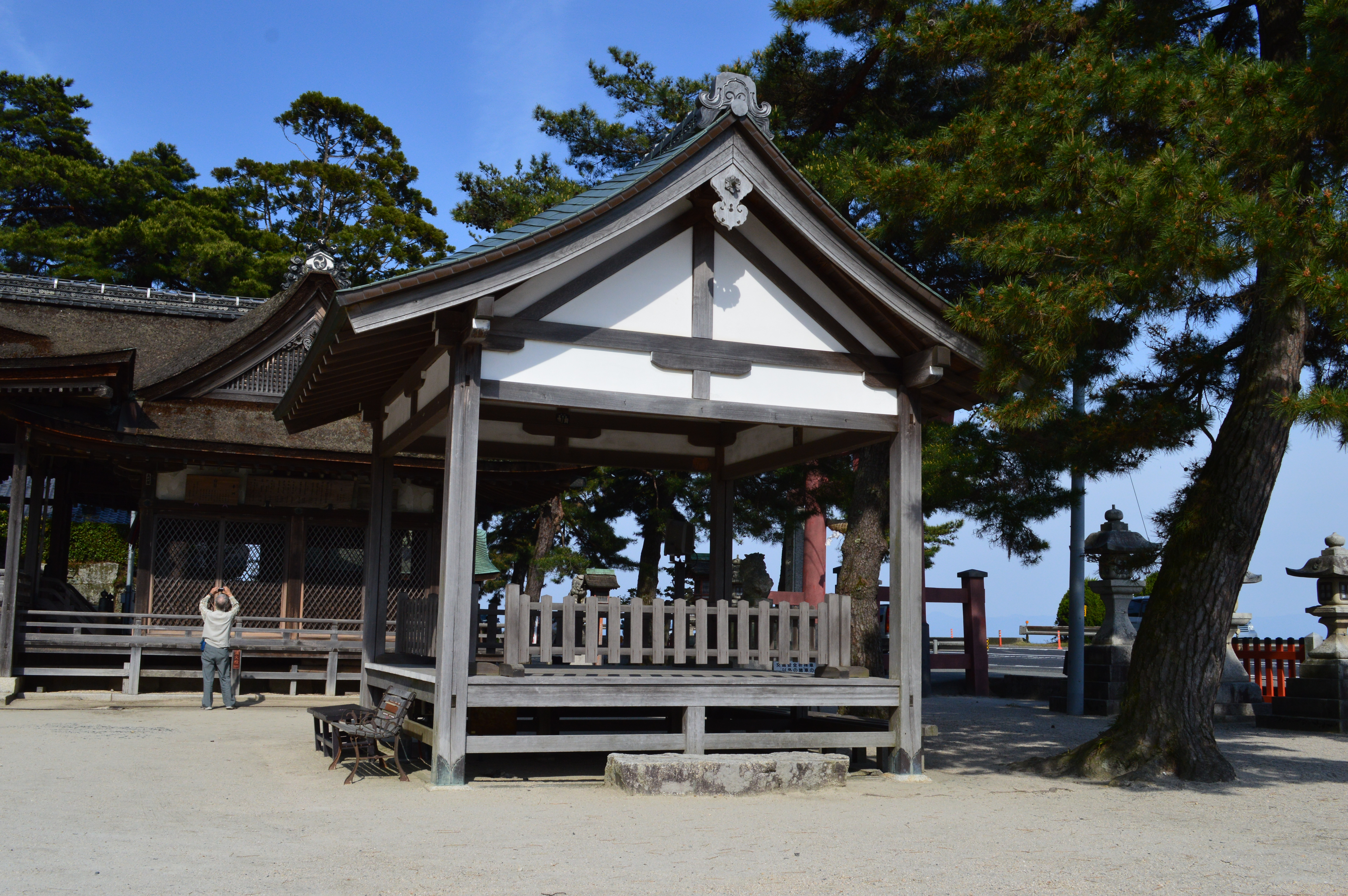
絵馬殿（旧拝殿）
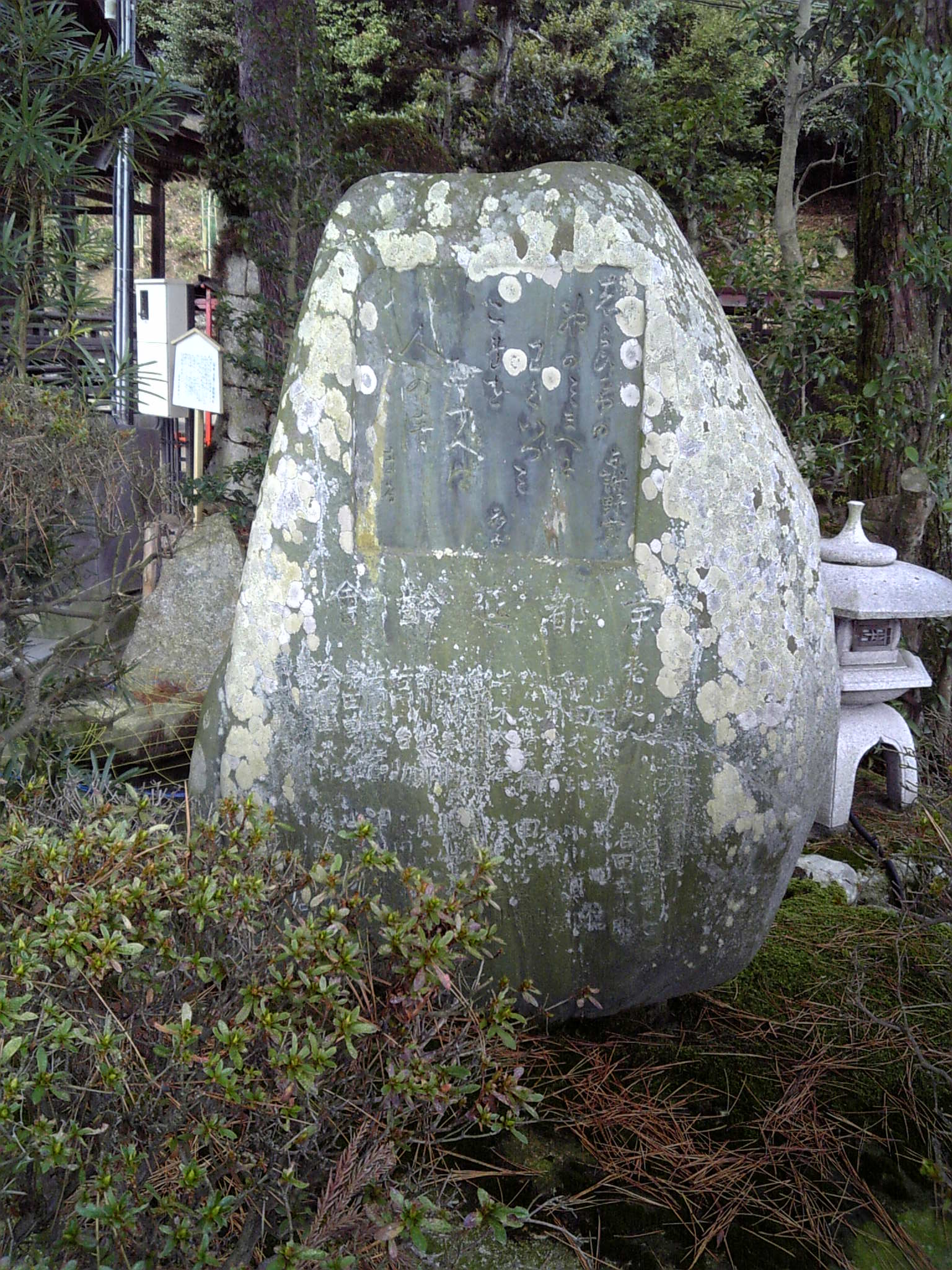
歌碑
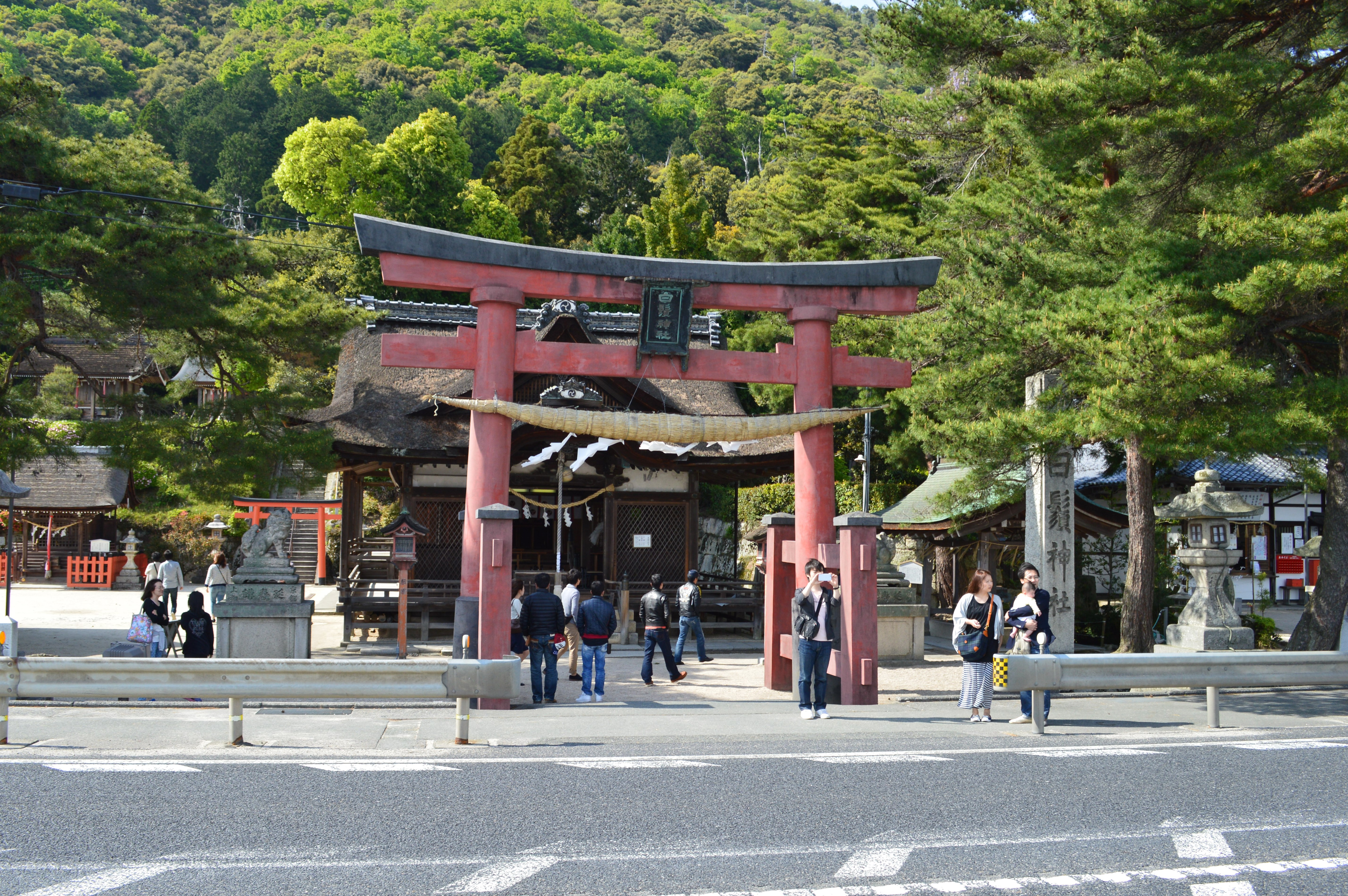
境内入り口

### 境内と交通事故
前述の大鳥居を見物するために交通量の多い国道161号を横断する参拝者があとをたたず、横断者が直接轢かれる、歩行者に気が付き減速した自動車に後続車が追突するといった交通事故が相次いで発生している。神社側では国道の横断禁止を呼びかける一方、2021年には地元のロータリークラブが、神社側に高さ3メートルの撮影台を設置するなど対策は取られているが撮影台を設置した翌日には、早くも横断中の歩行者が轢かれる事故が起きている。

## 摂末社

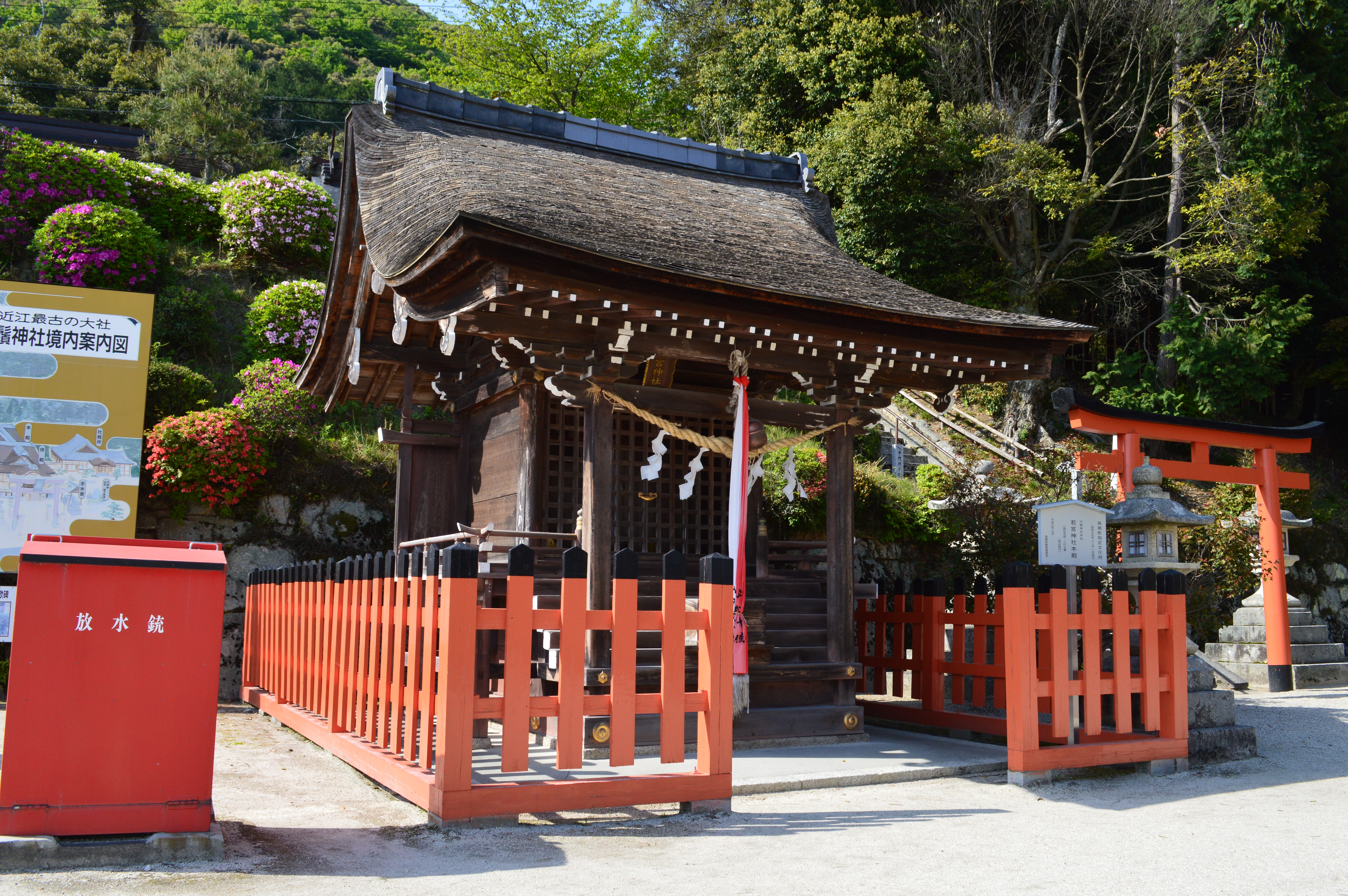
若宮神社（高島市指定文化財）

境内社として11社が鎮座する。本殿裏の石段上の10社（若宮神社除く10社）は「上の宮」と総称される。
- 若宮神社（高島市指定有形文化財） - 社殿は慶長期の造営で、豊臣秀頼による再建。一間社流造の杮葺[13]。
- 皇大神宮（高島市指定有形文化財） - 内宮。社殿は慶長期の造営で、豊臣秀頼による再建。
- 豊受大神宮（高島市指定有形文化財） - 外宮。社殿は慶長期の造営で、豊臣秀頼による再建。
- 八幡三所社（高島市指定有形文化財） - 三社相殿。社殿は慶長期の造営で、豊臣秀頼による再建。
  - 八幡神社
  - 加茂神社
  - 高良神社
- 天満神社
- 浪除稲荷社
- 寿老神社
- 鳴子弁財天社
- 岩戸社 - 古墳の石室前に祠が建てられ、天岩戸として祀られている。

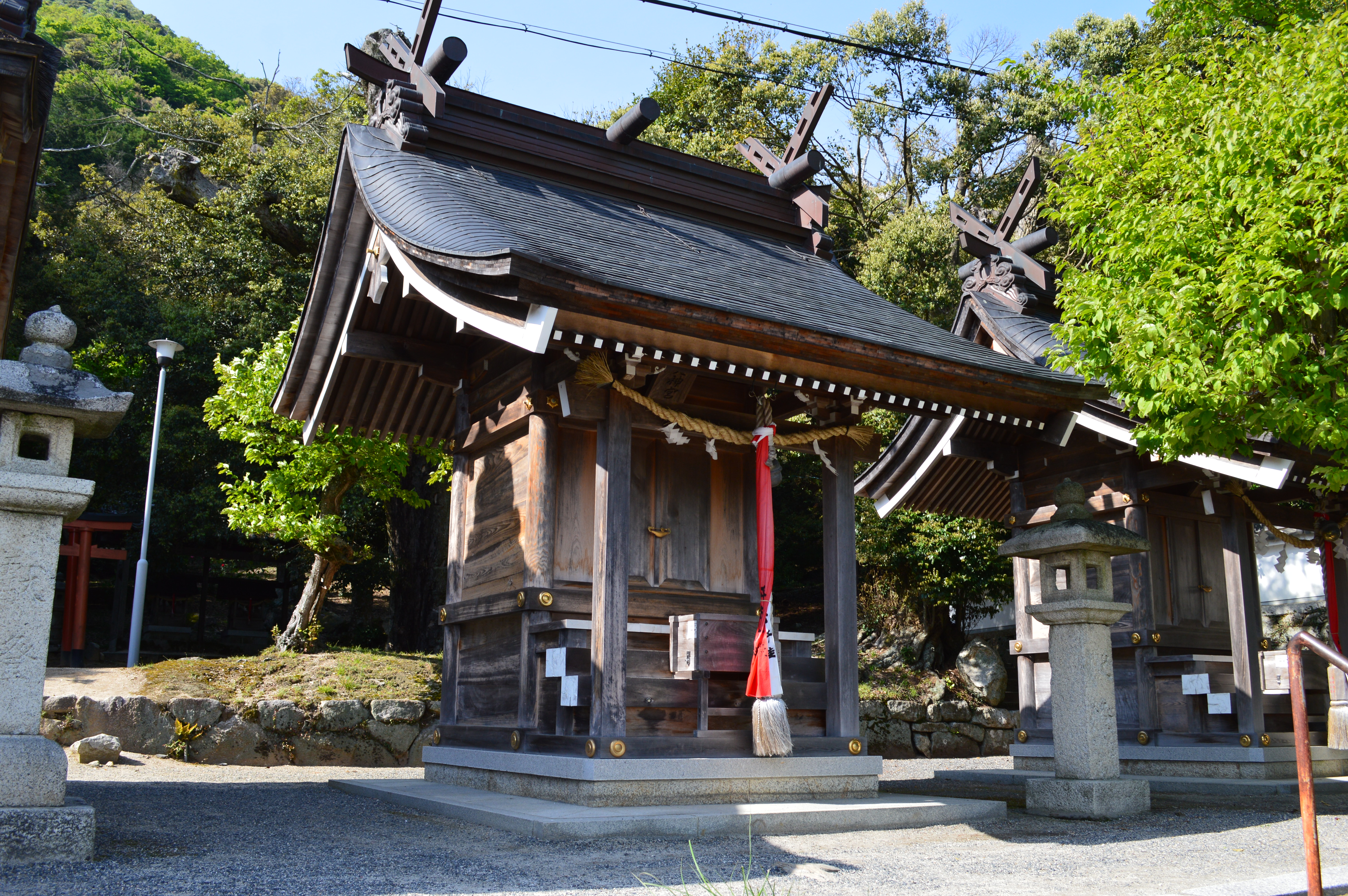
皇大神宮（内宮）（高島市指定有形文化財）
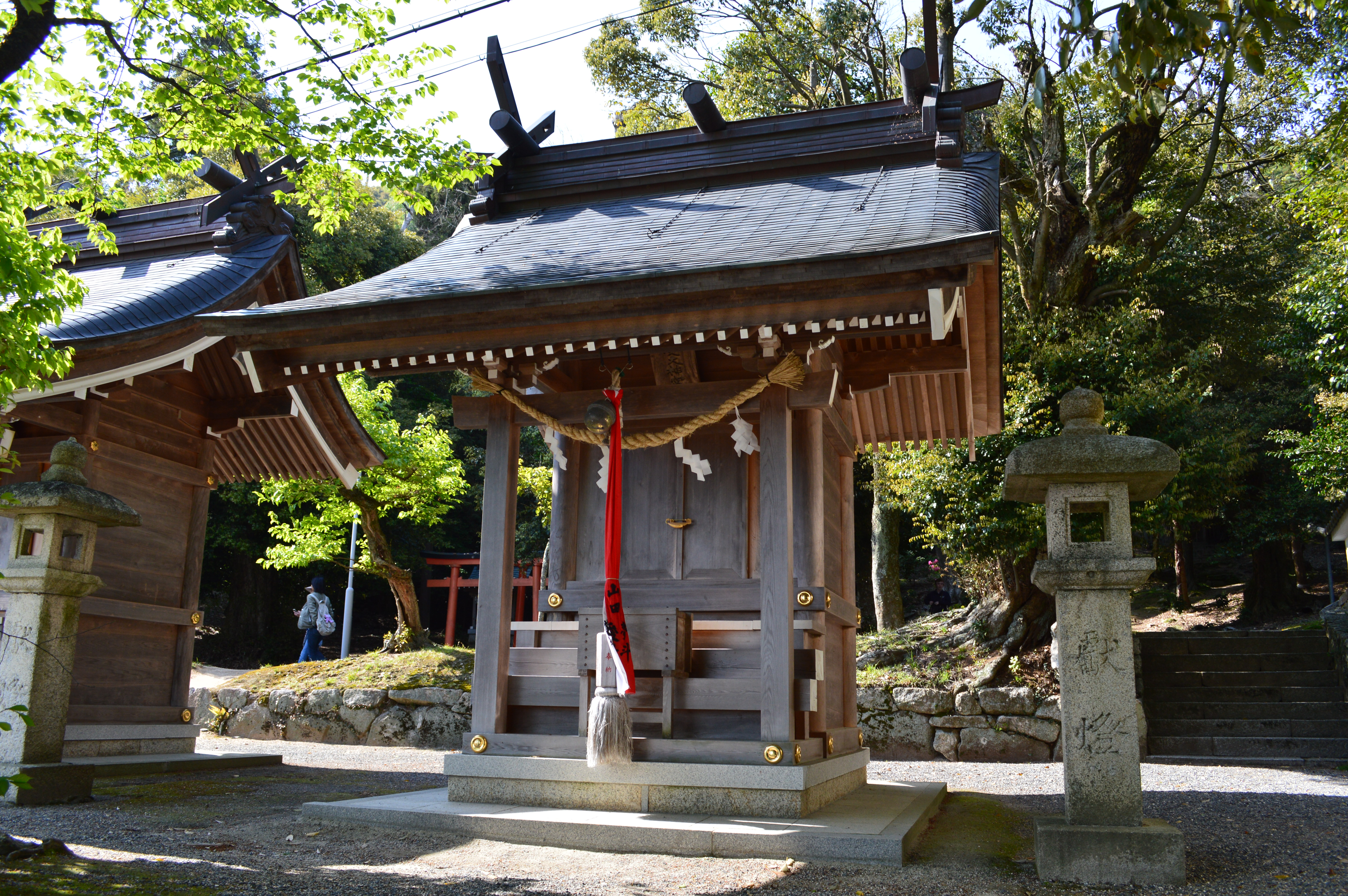
豊受大神宮（外宮）（高島市指定有形文化財）
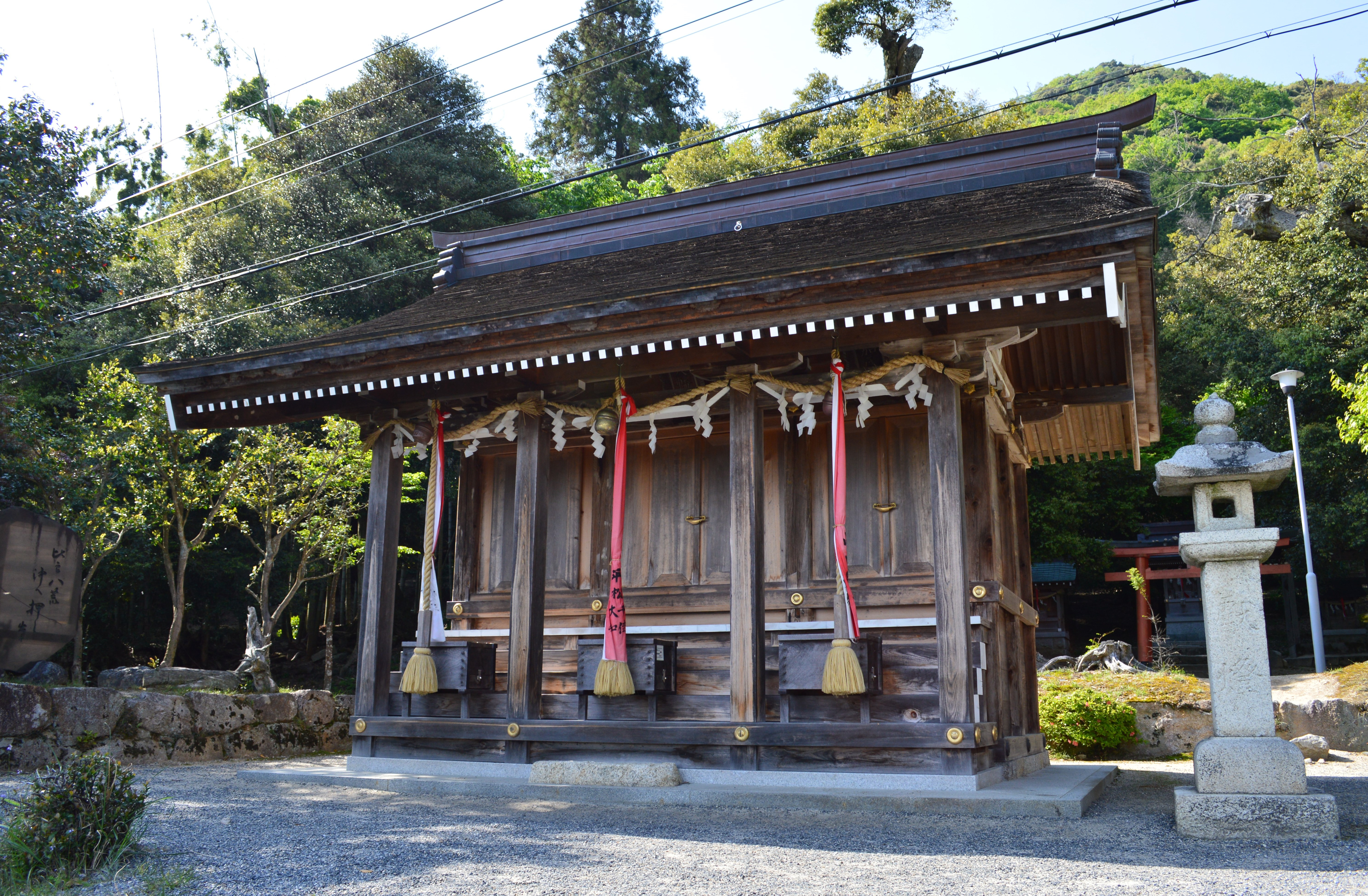
八幡三所社（高島市指定有形文化財）
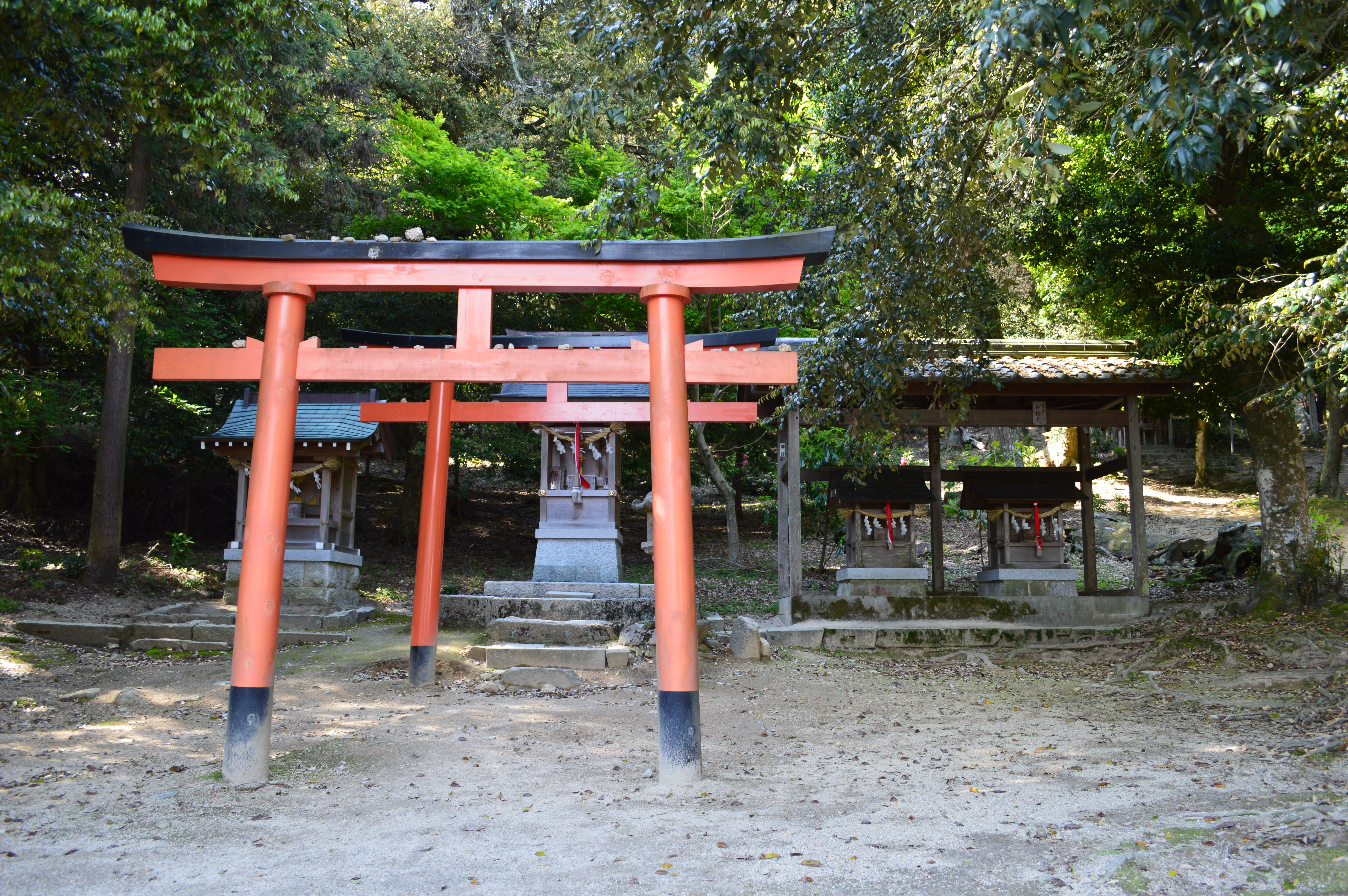
（左から）天満・稲荷・寿老・弁財天社
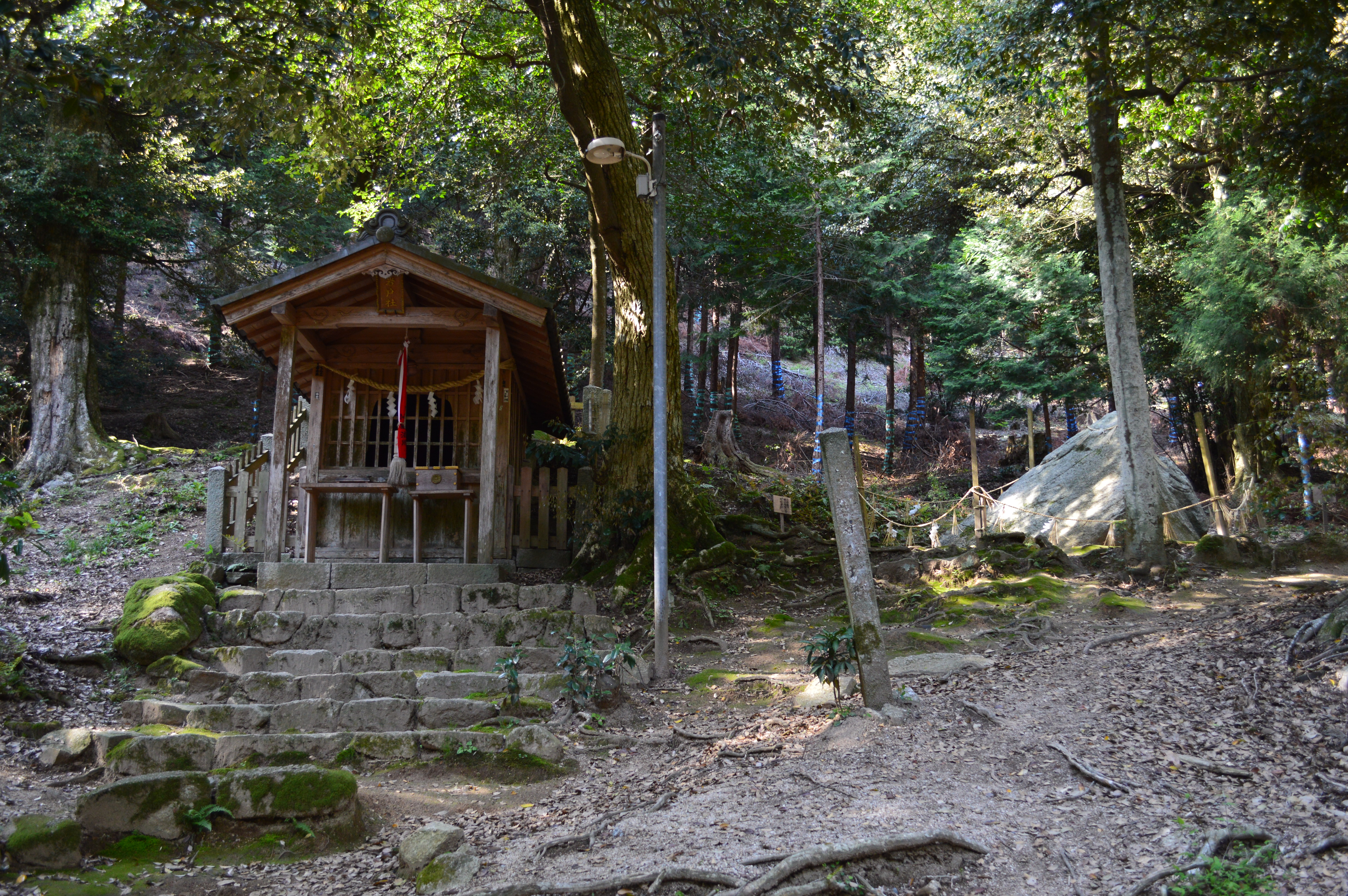
岩戸社（左）と磐座（右）

## 祭事
例祭は次の年2回。
- 5月3日（白鬚祭）
- 9月5日・6日（秋季大祭）

## 文化財

### 重要文化財（国指定）
- 本殿 附：棟札2枚、こけら板 5枚（建造物） - 1938年（昭和13年）7月4日指定[15]。

### 登録有形文化財（国登録）
- 社務所 - 2002年（平成14年）2月14日登録[16]。

### 高島市指定文化財
- 有形文化財
  - 末社若宮神社本殿（建造物） - 1980年（昭和55年）12月1日指定[13]。
  - 末社八幡･加茂･高良神社本殿（建造物）
  - 末社内宮本殿・外宮本殿（建造物）

## 現地情報
所在地
- 滋賀県高島市鵜川215

交通アクセス
- 最寄駅：西日本旅客鉄道（JR西日本）湖西線近江高島駅
  - 国道161号を南へ3km（徒歩約30分）。
  - 高島市コミュニティバス鵜川線（要予約）で「白髭神社前」下車（約10分）。
  - 駅構内観光案内所のレンタサイクルで10分。

備考
- 毎年9月5日の秋季大祭の日には、北小松駅（湖西線）より、江若交通の臨時バス（高島今津線）が運行される。
- 1969年（昭和44年）までは、白鬚神社南方の琵琶湖沿いに江若鉄道の白鬚駅があった。